# 프란시스 데이드

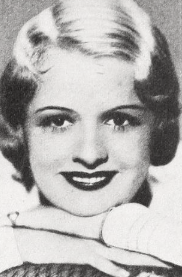

프란시스 데이드(Frances Dade, 1910년 2월 14일 ~ 1968년 1월 21일)는 미국의 배우, 영화배우이다.
필라델피아에서 태어났으며 필라델피아에서 사망하였다.

## 영화
- 드라큐라 (1931년) - 루시 웨스턴 역
- 그럼피 (1930년)
- 라플스 (1930년)